# Kevin Curtis
Kevin DeeVon Curtis (* 17. Juli 1978 in Murray, Utah) ist ein ehemaliger US-amerikanischer American-Football-Spieler auf der Position des Wide Receivers. Er spielte acht Jahre in der National Football League (NFL) und ist auch unter seinem Spitznamen „White Lightning“ bekannt.

## Highschool
Curtis besuchte die Bingham High School in South Jordan, Utah. Im American Football wurde Curtis ein All-Region als Wide Receiver und als Defensive Back.
Curtis ist Mitglied der Kirche Jesu Christi der Heiligen der letzten Tage. Nach der Highschool war er zwei Jahre lang in einer Mission in London.

## College
Curtis begann seine Karriere im College Football am Snow College, dort wurde er Second-Team All-American. Daraufhin wechselte er zur Utah State University.
Als Junior hatte Curtis die meisten gefangenen Pässe in den USA, wodurch er zum Third-Team All-America gewählt wurde. Auch brach Curtis mehrere Utah State Saisonrekorde, wie die meisten gefangenen Pässe (100), die meisten Yards daraus (1531), die meisten Spiele mit mindestens zehn gefangenen Pässen (sechs), die meisten Spiele mit gefangenen Pässen für 100 Yards (neun) und die meisten aufeinanderfolgenden Spiele mit gefangenen Pässen für 100 Yards (sechs). Er wurde zum Offensive MVP seines Teams ernannt. Seine überragenden Spiele in seinem Junior-Jahr ließen ihn ein Stipendium für sein Senior-Jahr erhalten. Im Senior-Jahr hatte er die siebtmeisten Yards pro Spiel in den USA (114,36) und er hatte die zwölftmeisten Pässe pro Spiel(6,73) gefangen. Er führte auch die Aggies mit 74 gefangenen Pässen an. Dies war die fünftbeste Saisonleistung in der Geschichte von Utah State und er erzielte damit 1258 Yards (fünftbeste Leistung in einer Saison) und 60 Punkte, während er pro Spiel im Schnitt Bälle für 117,4 yards fing.
Nach nur zwei Jahren bei Utah State beendete er seine College-Karriere, während er in vielen Statistiken führte. Unter anderem fing er die meisten Pässe in seiner Karriere (174), erzielte die meisten Yards im Passspiel pro Spiel in der Karriere (126,8), fing die meisten Pässe pro Spiel (7,9) und war Zweitbester in gefangenen Yards in seiner Karriere (2789). Er war Teamkollege vom späteren Tight End der Washington Redskins, Chris Cooley.

## Profikarriere
Bei der NFL Combine lief Curtis im 40-Yard-Sprint eine Zeit von 4,35 Sekunden, jedoch ist er meist mit 4,21 Sekunden gelistet. Er erreichte außerdem 48 von 50 möglichen Punkten im Wonderlic-Test. Dies war damals der höchste Wert eines NFL Spielers.
| Daten vor dem Draft |         |                |               |               |                        |               |             |          |             |           |
| Ht                  | Wt      | 40-Yard-Sprint | 10-Yard-Split | 20-Yard-Split | 20-Yard Shuttle\|20 ss | 3-Ecken Drill | Sprung      | Broad    | Bankdrücken | Wonderlic |
| 1,83 m *            | 84 kg * | 4,35 *         | 1,53 *        | 2,59 *        | 3,99 *                 | 6,76 *        | 36 Inches * | 10'02" * | X           | 48 *      |

(* bei der NFL Combine ** beim Utah State Pro Day)

### St. Louis Rams
Er wurde von den St. Louis Rams in der 3. Runde (als 74. Spieler) in der NFL Draft ausgewählt. 2004 setzte Curtis nur ein Spiel aus und fing 32 Pässe für 421 Yards und zwei Touchdowns. Er hatte sein erstes 100-Yards-Spiel am 30. Oktober 2005 gegen die Jacksonville Jaguars, als er den Starter Torry Holt ersetzte. Curtis beendete das Spiel mit 105 Yards. 2006 war Curtis der dritte Wide Receiver hinter Isaac Bruce und Torry Holt.

### Philadelphia Eagles
Am 15. März 2007 unterzeichnete Curtis einen 6-Jahres-Vertrag über 32 Millionen US-Dollar bei den Philadelphia Eagles der ihm 9,5 Millionen Dollar garantierte. Curtis verbrachte bis dahin seine Karriere hinter den potenziellen Hall-of-Fame-Kandidaten Bruce und Holt. Nun trat er aus ihrem Schatten und fing in seinem ersten Jahr bei den Eagles 77 Pässe für 1.110 Yards und sechs Touchdowns.
Curtis hatte sein bestes Spiel am 23. September 2007 in der ersten Hälfte des 56:21-Sieges der Eagles über die Detroit Lions. Seine neun gefangenen Pässe für 205 Yards und drei Touchdowns stellten den Rekord von Lee Evans, als den Wide Receiver mit den meisten gefangenen Yards in einer Halbzeit seit 1987 (als Steve Largent Pässe für 224 Yards fing), ein. Dies allerdings in einem Replacement Spiel. Curtis beendete den Tag mit elf gefangenen Pässen für 221 Yards und drei Touchdowns.
2008 spielte Curtis nur neun Spiele wegen einer Verletzung. Gegen die Cleveland Browns fing Curtis vier Bälle für 45 Yards und einen Touchdown. In der Saison fing Curtis 33 Bälle für 390 Yards und zwei Touchdowns.
In der Saison 2009 verpasste Kevin Curtis aufgrund einer Operation an seinem Knie zwölf Spiele.

### Miami Dolphins
Kevin Curtis wurde am 18. März 2010 von den Philadelphia Eagles aus seinem Vertrag entlassen. Er wechselte am 13. Dezember 2010 zu den Miami Dolphins, die ihn in der Saison in zwei Spielen zum Einsatz brachten und am 28. Dezember 2010 wieder entließen. in der Folgesaison versuchte er vergeblich bei den Kansas City Chiefs und den Tennessee Titans in den Spielerkader zu gelangen.